# Condado de Morgan (Alabama)
El condado de Morgan es un condado de Alabama, Estados Unidos. Tiene una superficie de 1552 km² y una población de 111 064 habitantes (según el censo de 2000). La sede de condado es Decatur.

## Historia
El Condado de Morgan se fundó el 8 de febrero de 1818.

## Geografía
Según la Oficina del Censo de los Estados Unidos el condado tiene un área total de 1552 km², de los cuales 1508 km² son de tierra y 44 km² de agua (2,84%).

### Principales autopistas
- Interstate 65
- U.S. Highway 31
- U.S. Highway 72 Alternate
- U.S. Highway 231
- State Route 20
- State Route 24
- State Route 36
- State Route 67

### Condados adyacentes
- Condado de Madison (noreste)
- Condado de Marshall (este)
- Condado de Cullman (sur)
- Condado de Lawrence (oeste)
- Condado de Limestone (noroeste)

### Ciudades y pueblos
- Burningtree Mountain
- Decatur (parte de Decatur está en el Condado de Limestone)
- Danville
- Eva
- Falkville
- Hartselle
- Hulaco
- Lacey's Spring
- Lacon
- Morgan City
- Moulton Heights
- Priceville
- Somerville
- Trinity

## Demografía
| Población histórica Año Población ±% 1900 28 820 — 1910 33 781 +17.2 % 1920 40 196 +19.0 % 1930 46 176 +14.9 % 1940 48 148 +4.3 % 1950 52 924 +9.9 % 1960 60 454 +14.2 % 1970 77 306 +27.9 % 1980 90 231 +16.7 % 1990 100 043 +10.9 % 2000 111 064 +11.0 % |           |         |
| Población histórica |           |         |
| Año | Población | ±%      |
| 1900 | 28 820    | —       |
| 1910 | 33 781    | +17.2 % |
| 1920 | 40 196    | +19.0 % |
| 1930 | 46 176    | +14.9 % |
| 1940 | 48 148    | +4.3 %  |
| 1950 | 52 924    | +9.9 %  |
| 1960 | 60 454    | +14.2 % |
| 1970 | 77 306    | +27.9 % |
| 1980 | 90 231    | +16.7 % |
| 1990 | 100 043   | +10.9 % |
| 2000 | 111 064   | +11.0 % |